# Dorweiler (Dommershausen)
Das Dorf Dorweiler liegt inmitten der Mittelgebirgslandschaft des Hunsrück in der Verbandsgemeinde Kastellaun im Rhein-Hunsrück-Kreis, Rheinland-Pfalz.

## Geographie
Dorweiler liegt auf einem Höhenzug in der Mittelgebirgslandschaft des nördlichen Hunsrücks zwischen dem Baybachtal und dem Lützbachtal.
Zum Ort gehören, neben dem historisch gewachsenen Ortskern, die Siedlungen Steffenshof (ca. 1,5 km östlich des Dorfes) und Weidscheid (ca. 0,5 km nördlich) sowie einige Häuser nahe der mittelalterlichen Burgruine Waldeck.
Die Siedlung auf dem Steffenshof besteht seit den 1830er Jahren und wuchs danach auf ca. 10 Wohnhäuser an. Der Bereich der Weidscheid wurde seit den 1930er Jahren besiedelt.

## Name
Etymologisch könnte sich „der Ortsname aus einer keltischen Gewannbezeichnung“ herleiten: „DurY und althochdeutsch wolari = Einzelgehöft, kleines Dorf.“ Im örtlichen Dialekt wird Dorweiler auch als Dorwel oder Dorwell ausgesprochen.

## Geschichte
Die ältesten Zeugnisse einer Besiedlung sind mehrere Grabhügel aus der Eisenzeit, die sich in den Wäldern südlich und östlich des Ortes erhalten haben. Sie datieren wahrscheinlich in die Hunsrück-Eifel-Kultur.
Aus der Spätlatène- bzw. provinzialrömischen Zeit datieren Grabgärten und Brandgräber, die südöstliche des Ortes ausgegraben wurden bzw. bis heute im Gelände zu erkennen sind. Die zugehörige Siedlung konnte bisher noch nicht lokalisiert werden.
Südlich des heutigen Ortes verlief seit vorgeschichtlicher Zeit ein Weg, der eine der überregionalen Nord-Süd-Routen über die Hunsrückhöhen mit der Mosel verband. Diese Nebentrasse der in römischer Zeit ausgebauten Straßen wird bis heute „Karrenstraße“ genannt. Sie wurde angeblich auch noch in der frühen Neuzeit von der von den (Thurn und) Taxis betriebenen Kaiserlichen Reichspost benutzt und war – nach örtlicher Überlieferung – eine der Nebenstrecken der Poststraße Brüssel–Augsburg.
Bei Bauarbeiten im Bereich der alten Straße wurden um 2001 tief in den anstehenden Schiefer eingeschnittene Gleisspuren einer Trasse dieses Verkehrswegs aufgedeckt. Es fand keine wissenschaftliche Untersuchung statt, so dass das Alter der Trasse nicht bekannt ist. Die Befunde wurden durch Neubauten eines Industriebetriebs überbaut.
In den frühen 1950er Jahren wurde bei Feldarbeiten südlich des Ortes und in unmittelbarer Nachbarschaft der oben genannten Straße eine mit Schiefersteinen ausgekleidete und abgedeckte „Grabkammer“ entdeckt. Es handelte sich wahrscheinlich um ein Körpergrab der Spätantike oder des frühen Mittelalters, das möglicherweise bereits in früher Zeit beraubt wurde. Nach Angaben aus der Literatur des regional zuständigen Museums soll das Grab ins 6. Jahrhundert n. Chr. datieren.
Die nächsten Zeugnisse des heutigen Ortes stammen aus dem Hoch- und Spätmittelalter und sind eng mit der Geschichte der ritterlichen Herrschaft und Burg Waldeck verbunden, deren Ruinen in der Gemarkung Dorweiler liegen.
Die in vielen Büchern angegebene Ersterwähnung von 1104 bzw. 1147 bezieht sich auf Dorweiler bei Nörvenich. Die erste sichere Erwähnung von Dorweiler (Hunsrück) stammt von 1315.
Ab dem Spätmittelalter bzw. der Frühen Neuzeit lässt sich die Geschichte des Ortes und seiner Einwohner besser nachvollziehen.
Der Ort gehörte (spätestens ab dem 16. Jh. – wahrscheinlich bereits früher) gemeinsam mit den Dörfern Mannebach und Korweiler sowie der heutigen Wüstung Hausen zum Herrschaftsbereich der reichsunmittelbaren Ritter von Waldeck (Herrschaft Waldeck) – einem unabhängigen Kleinstterritorium im Rahmen des Heiligen Römischen Reiches Deutscher Nation. Trotz dieser Zugehörigkeit galten eine Reihe der Einwohner als „Willibrordskinder“, d. h. als ursprünglich zu einem Lehen der Abtei Sankt Willibrord in Echternach angehörig. Aus dieser doppelten Zugehörigkeit erwuchsen in der Frühen Neuzeit immer wieder Unstimmigkeiten mit den Rittern von Waldeck, die zu Konflikten und Vergleichen führten. Die genauen Besitzverhältnisse und Zuständigkeiten dieser Zeit konnten bisher nicht aufgedeckt werden.
Familiäre Verhältnisse der Einwohner können durch die Kirchenbücher, die seit Beginn des 17. Jahrhunderts geführt wurden, nachvollzogen werden.
Burg Waldeck wurde im Zuge des Pfälzischen Erbfolgekriegs 1689 bis auf die Grundmauern niedergebrannt. Die Herrschaft blieb aber mehr als weitere 100 Jahre bestehen – obwohl die Herren des Territoriums längst in Koblenz lebten. Auf dem ehemaligen Burggelände in Dorweiler wurde Mitte des 18. Jahrhunderts ein Schloss errichtet, das als Jagdschloss und Wochenenddomizil diente.
1793/1794 besetzten französische Revolutionstruppen die linksrheinischen Gebiete des damaligen Heiligen Römischen Reiches Deutscher Nation und gliederten sie Frankreich an. Im Zuge dieser Besetzung erfolgte die Auflösung aller Herrschaften, die Befreiung der Leibeigenen und später die Einführung einer einheitlichen zivilen Gesetzgebung durch den Code Napoléon (Code civil). Für wenig mehr als 20 Jahre gehörte Dorweiler und die ganze Region zum französischen Département de Rhin-et-Moselle und partizipierte an den gesellschaftlichen Veränderungen Frankreichs während der napoleonischen Zeit.
Infolge der Niederlage Napoleons in der Schlacht bei Waterloo und des Wiener Kongresses wurde die Region 1815 dem Königreich Preußen zugesprochen und war von 1822 an Teil der Rheinprovinz.
Der Code civil blieb in der Region bis zur Einführung des Bürgerlichen Gesetzbuches 1900 weiterhin gültig.
Im Rahmen der in der zweiten Hälfte der 1960er Jahre begonnenen ersten rheinland-pfälzischen Verwaltungs- und Gebietsreform wurde zunächst 1969 der Landkreis Simmern aufgelöst, dem Dorweiler bis zu diesem Zeitpunkt angehörte. In einem weiteren Reformschritt wurde die bis dahin selbständige Gemeinde Dorweiler zum 17. März 1974 aufgelöst und aus ihr und drei weiteren Gemeinden die heutige Ortsgemeinde Dommershausen neu gebildet.

## Katholische Kapelle St. Willibrord
Die kleine Kapelle ist ein gotischer Saalbau mit Strebepfeilern. Die Kapelle wurde 1569 erstmals urkundlich erwähnt, dürfte aber älter sein. Sie wurde mehrfach renoviert und umgebaut. Der Dachreiter ist aus dem Barock.
Die Kapelle trägt heute das Patrozinium des heiligen Willibrord, wird aber in alten Dokumenten immer wieder als „Not-Gottes-Kapelle“ bezeichnet. Das dürfte auf die Figur des „Jesus am Ölberg“ um 1460 zurückgehen, die heute außerhalb des Altarraums aufgestellt ist. Über dem Altar ist ein Feldkreuz des 16. oder 17. Jahrhunderts angebracht. Weitere Figuren zeigen St. Augustinus und St. Barbara (letztere angeblich aus der Schlosskapelle von Burg Waldeck) sowie St. Katharina. Eine Pietà, die außerhalb des Altarraums steht, wurde um 1900 von einer Baronin von Liebig erworben.
Spätestens ab dem 13. Jahrhundert gehörten Dorweiler und in der Folge die Kapelle zur Pfarrei St. Martin in Mannebach. Es besteht dabei eine enge Verbindung zum späteren Territorium der Herren von Waldeck, das sich wahrscheinlich mit dem Kirchspiel deckte.
Nach der Auflösung der Pfarrei 1808 wurden die Orte Dorweiler und Mannebach nach Beltheim eingepfarrt. Seit 1922 gehört Dorweiler zur Pfarrei Dommershausen, heute Teil der Katholischen Pfarreiengemeinschaft Kastellaun (Bistum Trier).

## Wirtschaft und Gewerbe
Es kann davon ausgegangen werden, dass die wirtschaftlichen Grundlagen der Bevölkerung bis in die Neuzeit in Ackerbau und Viehhaltung bestanden. Insbesondere im Mittelalter und der Frühen Neuzeit existierte ein feudales System mit Subsistenzwirtschaft und der Abgabe des Zehnten an die Territorialherren.
Da die Böden in der Region relativ schlecht sind, wird man davon ausgehen können, dass die ansässigen Bauern insbesondere seit dem 14./15. Jahrhundert recht arm waren.
Seit dem 17. Jahrhundert sind aufgrund der überlieferten Hausnamen Einwohner zu vermuten, die neben ihrem bäuerlichen Einkommen, verschiedene Handwerke betrieben: Schneider, Weißbinder, Schlosser, Schuster, Schmied. Dazu kamen Müller, Fischer und Jäger, die aber in Dorweiler wahrscheinlich im Dienste der Territorialherren tätig waren. Als arme – oft nur zeitweilig sesshafte – Bedienstete der Dorfgemeinschaft kamen die ständig wechselnden Hirten hinzu.
Im 19. und in der ersten Hälfte des 20. Jahrhunderts sind Eisenerzgewinnung im Tagebau sowie Schieferbergbau nachzuweisen. Wann genau die Förderung begann, ist noch ungeklärt. Es ist aber nicht ausgeschlossen, dass beide Einkommenszweige bereits seit dem 17. oder 18. Jahrhundert eine Rolle spielten.
Aus dem Jahr 1852 ist eine jährliche Fördermenge von 1000 bis 1250 Tonnen Brauneisensteins belegt. Südlich des Ortes können heute noch Pingen, das sind Stellen eines Erztagebaues, identifiziert werden.
Bis nach dem Zweiten Weltkrieg war der Ort bäuerlich geprägt. In der zweiten Hälfte des 20. Jahrhunderts wurden mehrere Gewerbe- und mittelständische Industriebetriebe gegründet. Aktuell bestehen ca. 210 Arbeitsplätze in Dorweiler.

## Politik

### Ortsbeirat und Ortsvorsteher
Der Ortsbezirk Dorweiler besitzt einen eigenen Ortsbeirat und einen Ortsvorsteher.
Der Ortsbeirat besteht aus neun Mitgliedern.
Ortsvorsteher ist Eugen Kochhan.

## Mit Dorweiler verbunden
- Hubertus Becker (* 1951), Autor und verurteilter Drogenschmuggler, Geldwäscher und Hehler